# José Francisco Molina
José Francisco Molina Jiménez (ur. 8 sierpnia 1970 w Walencji) – hiszpański piłkarz grający na pozycji bramkarza, trener piłkarski.

## Kariera klubowa
Molina jest wychowankiem UD Alzira. Później przez dwa sezony grał w rezerwach Valencii, po czym trafił do Villarrealu. Następnie był kolejno zawodnikiem takich klubów jak Albacete Balompié, Atlético Madryt, Deportivo La Coruña i Levante UD. W Primera División zadebiutował 8 stycznia 1995 roku, kiedy to jego Albacete pokonało Real Oviedo 1:0. W sezonie 1995/1996 razem z Atlético wywalczył mistrzostwo kraju oraz Puchar Króla. Razem z Deportivo w 2000 i 2002 roku zdobył Superpuchar Hiszpanii, a podczas rozgrywek 2001/2002 po raz drugi w karierze wywalczył krajowy puchar. 15 października 2002 roku Molina poinformował o tym, że ma raka jądra. Poddał się leczeniu i długi czas był wykluczony z gry. Po sezonie 2006/2007 zakończył piłkarską karierę.

## Kariera reprezentacyjna
W reprezentacji Hiszpanii Molina zadebiutował 24 kwietnia 1996 roku w spotkaniu przeciwko Norwegii, grając (wyjątkowo) na pozycji lewego pomocnika. Następnie razem z drużyną narodową odpadł w rundzie grupowej Mistrzostw Świata 1998 oraz dotarł do ćwierćfinału Mistrzostw Europy 2000. Łącznie rozegrał dla niej 9 meczów.

## Kariera trenerska
Po zakończeniu kariery zawodniczej został trenerem. Od 2009 pracował w klubie Villarreal CF.